# Kantatie 51
Pour les articles homonymes, voir Route 51.
La Route principale 51 (en finnois : Kantatie 51, en suédois : Stamväg 51) est une route principale de Finlande.

## Description
La route mène de  Helsinki à Raseborg. La kantatie 51 mesure 75 kilomètres de long.
Dans sa première partie elle se nomme la voie de l'ouest.

## Parcours et connexions
La route parcourt les communes suivantes : Helsinki – Espoo – Kirkkonummi – Siuntio – Ingå – Raseborg.